# Baráth Béla Levente
Baráth Béla Levente (1971.  –) református lelkész, egyetemi tanár.

## Életpályája
1996 őszétől folytat oktatói tevékenységet a Debreceni Református Hittudományi Egyetem Egyháztörténeti Tanszékén. Ugyanettől az évtől kezdve hosszabb-rövidebb ideig a hajdúböszörményi óvónőképző főiskola, a debreceni református tanítóképző főiskola, és az Evangélikus Hittudományi Egyetem Nyíregyházi Tagozatának óraadó tanáraként is hirdetett kurzusokat szaktárgyai, az egyetemes és magyarországi egyháztörténetet, ill. a hazai protestáns művelődéstörténet tárgykörében. 
Református lelkipásztorrá 1997-ben szentelték fel. 1999-ben középiskolai történelem tanári és 2001-ben okleveles vallástanári diplomát szerzett.
A Debreceni Református Hittudományi Egyetem rektor választásának eredménye alapján a Szenátus Baráth Béla jelenlegi tudományos rektorhelyettest javasolta rektorjelöltként a fenntartó számára. A fenntartó Tiszántúli Református Egyházkerület a rektor személyéről szóló döntését 2020. április 15-ig terjeszti fel a köztársasági elnöknek.
A rektori megbízása 2020. augusztus 1-jétől 2023. július 31-éig terjedő három éves, határozott időtartamra szól.

## Főbb publikációi
- Baráth Béla Levente, Adattár Martonfalvi György peregrinus diákjairól, Debrecen: Dr. Harsányi András Alapítvány, 2001. 108 p. (A D. Dr. Harsányi András Alapítvány kiadványai; 3.) ISBN 963-00-8006-0
- Baráth Béla Levente, Hegymegi Kiss Áron Tiszántúl millennium kori püspöke: Egy 19. századi református egyházkormányzó életútjának ismertetése, Budapest: Helikon Kiadó, 2012. 407 p. (A csengerújfalusi O'sváth és vele rokon családok története, dokumentumai és írásai; 5.),
- Baráth Béla Levente, A pátensharc emléke a dualizmuskori református egyházkormányzói életrajzokban, In: Baráth Levente, Fürj Zoltán (szerk.), A protestáns pátens és kora: Tanulmányok és források a pátensharc 150. évfordulója alkalmából, Debrecen: Dr. Harsányi András Alapítvány, 2010. pp. 129–138.
- Baráth Béla Levente, The Changes of the Situation of the Reformed Hungarian Minority in the Transtibiscan Region, in the 20th Century, In: Kovács Ábrahám, Baráth Béla Levente (szerk.), Calvinism on the Peripheries: Religion and Civil Society on the Peripheries of Europe, Budapest: L'Harmattan, 2009. pp. 251–264
- Baráth Béla Levente, Szabadi István, Irányvonalak a 16–17. századi magyar református egyháztörténet és egyházi műveltség kutatásában (1989–2009) In: Fazakas Gergely Tamás, Csorba Dávid, Baráth Béla Levente (szerk.), Egyház és kegyesség a kora újkorban, Debrecen: Dr. Harsányi András Alapítvány, 2009. pp. 9–35. (D. Dr. Harsányi András Alapítvány kiadványai; 13.)0.
- Baráth Béla Levente, Adalékok az Ecsedi Báthoriak 16. századi patrónusi tevékenységéhez és Nyírbátor reformációjához, EGYHÁZTÖRTÉNETI SZEMLE 9:(2) pp. 26–52. (2008)
- Baráth Béla Levente, Die Bedeutung der „Bursa sacra” in der Geschichte der ungarischen Peregrination 1666–1681. In: Barta János Papp Klára (szerk.) The First Millenium of Hungary in Europe. Debrecen: Multiplex Media – Debrecen University Press – Ady Endre Akadémiai Alapítvány, 2002. pp. 409–417.